# 陆军人民委员部
陆军人民委员部（Народный комиссариат по военным делам）是苏俄/苏联于1917年11月23日至1923年11月12日管理苏联红军的机关。

## 历史
1917年11月8日（即十月革命的第二天），布尔什维克即成立了陆海军人民委员会，后来被改组成军事人民委员部，1917年11月23日，军事人民委员部被分解为陆军人民委员部和海军人民委员部，尼古拉·波德沃伊斯基任第一任陆军人民委员，1923年11月12日，陆军人民委员部和海军人民委员部被合并为陆海军人民委员部，陆军人民委员部随即撤销。
陆军人民委员部是苏俄红军的指挥部门，它为俄国共产党（布尔什维克）赢得俄国内战胜利立下了巨大功劳。

## 历任陆军人民委员
| 头像 | 姓名                | 任职时间                     |
| ---- | ------------------- | ---------------------------- |
|      | 尼古拉·波德沃伊斯基 | 1917年11月23日-1918年3月13日 |
|      | 列夫·托洛茨基       | 1918年3月14日-1923年11月12日 |